# Uzucha borealis
Uzucha borealis är en fjärilsart som beskrevs av Turner 1897. Uzucha borealis ingår i släktet Uzucha och familjen plattmalar. Inga underarter finns listade i Catalogue of Life.